# Niphadoses hoplites
Niphadoses hoplites là một loài bướm đêm trong họ Crambidae.